# رايلي نيلسون
رايلي نيلسون (بالإنجليزية: Riley Nelson)‏ هو لاعب هوكي الجليد كندي، ولد في 8 نوفمبر 1977 في كرانبروك في كندا.

## وصلات خارجية
- رايلي نيلسون على موقع HockeyDB.com (الإنجليزية)